# Tormenta (miniserie)
Tormenta es una miniserie española producida por Antena 3 Films y New Atlantis y dirigida por Daniel Calparsoro. Consta de dos capítulos que fueron ofrecidos por Antena 3. El primero se emitió el jueves 28 de febrero de 2013 a las 22:45 con escaso éxito de audiencia, por lo que Antena 3 decidió que el segundo capítulo se emitiera la semana siguiente en el late night del miércoles 6 de marzo de 2013 tras un nuevo episodio de la serie Luna, el misterio de Calenda.

## Sinopsis
La miniserie, que está basada en hechos reales, relata la historia de un grupo de jóvenes que están preparando la selectividad y que unas semanas antes de los exámenes se presentan voluntarios para realizar un experimento con el que podrán subir su nota media final. Son recluidos en un centro como participantes de un experimento, promovido por la Unión Europea, para evaluar la xenofobia y la integración, así como el grado de intolerancia de los jóvenes. La directoria del centro y tres profesores más llevan a cabo este experimento dividiendo a los alumnos en dos grupos: inferiores y superiores, además de un tercer grupo que se formará posteriormente y que no estaba previsto, los parias. Algo que comienza como un juego divertido pronto se convertirá en uno muy peligroso en el que los profesores pierden el control y los alumnos desatan toda su ira, llegando a una situación extrema en la que afloran con fuerza el odio, el racismo, la violencia, la xenofobia y la intolerancia.

## Rodaje
La miniserie de Daniel Calparsoro se rodó en el verano de 2010 y por motivos desconocidos Antena 3 tuvo guardada la producción durante más de dos años. La ficción se basa en el experimento de Milgram que estudia el comportamiento humano en situaciones extremas.

## Reparto
| Personaje | Intérprete        |
| --------- | ----------------- |
| Susana    | Patricia Vico     |
| Ángela    | Patricia Montero  |
| Carlos    | Asier Etxeandía   |
| Ignacio   | Daniel Grao       |
| Marcela   | Ana Gracia        |
| Leo       | Adam Jezierski    |
| Víctor    | Joel Bosqued      |
| Óscar     | Óscar Sinela      |
| Nico      | Albert Carbó      |
| Mia       | Natalia Rodríguez |
| Elia      | Megan Montaner    |
| Daniel    | Fidel Betancourt  |
| Alfredo   | José Lamuño       |
| Martina   | Ana Rujas         |
| Miriam    | Elisabet Altube   |
| Xian      | Nancy Yao         |

## Audiencia
| Parte | Título         | Fecha de emisión             | Hora  | Espectadores | Share |
| ----- | -------------- | ---------------------------- | ----- | ------------ | ----- |
| 1     | El experimento | Jueves 28 de febrero de 2013 | 22:45 | 1.635.000    | 8,8%  |
| 2     | La venganza    | Miércoles 6 de marzo de 2013 | 00:20 | 624.000      | 8,2%  |

## Emisión
| Predecesor: El barco (3ª temporada) | Antena 3 Prime time Jueves (22:45h) 28 de febrero de 2013 | Sucesor: Cine       |
| Predecesor: Sin rastro              | Antena 3 Late Night Miércoles (00:20h) 6 de marzo de 2013 | Sucesor: Sin rastro |